# Eau Claire (Wisconsin)
Eau Claire mintegy hatvanezer lakosú város az Amerikai Egyesült Államokban, Wisconsin államban. A város Eau Claire megye székhelye, noha északi része átnyúlik a szomszédos Chippewa megyébe. Területe 78 négyzetkilométer.

## Elhelyezkedés

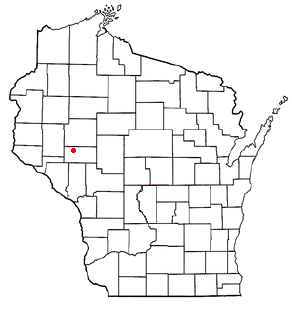
Eau Claire Wisconsin állam térképén

Eau Claire Minneapolistól 150 kilométerre keletre fekszik, az Eau Claire folyó partján, a 94-es autópálya és az 53-as szövetségi országút találkozásánál.

## Lakosság

Sarge Boyd Bandshell - Owen Park

A 2000. évi népszámlálás szerint a városnak 61 704 lakosa van. A lakosság túlnyomó része (93,4%) fehér. Az 5 éven felüli lakosság 93,3 százaléka angolul beszél odahaza, és 97,3% az Egyesült Államokban született. A középiskolát a Eau Claire-iek 90,3 százaléka végezte el; 28,9% rendelkezik felsőfokú végzettséggel.

## Gazdaság
1999-es adatok szerint a városban az egy főre jutó éves jövedelem 18 230 dollár. A háztartások átlagos éves jövedelme 36 399 dollár. A lakosság 13,6 százaléka él a szegénységküszöb alatt. Az emberek 57,3 százaléka él saját házában vagy lakásában. Az átlagos lakás ára 2000-ben 92 800 dollár volt. 2002-ben a városban az összesített kiskereskedelmi forgalom 1 136 891 000 dollár volt; egy főre vetítve ez 18 191 dollár.

## Közlekedés
A város a Milwaukee-t Minneapolisszal összekötő 94-es autópálya és a Duluthba vezető 35-ös autópálya találkozásánál fekszik. A légi úton való megközelítés a Chippewa Valley regionális repülőtéren keresztül lehetséges.